# Merkonom
Merkonom (merc.d) kan betegne en person med praktisk erhvervserfaring på mindst 2 år med en grundlæggende handelsuddannelse eller anden uddannelse, der mindst har gennemført en kortere videregående akademiuddannelse og bestået de tilhørende eksaminer. Ordet blev konstrueret af Dansk Merkonomforening i 1965 af ordene merkantil og økonom. Dansk Merkonomforening var samme år stiftet af det første hold dimittender, fra det der først hed handelsskolernes 3-årige kursus i virksomhedsledelse, senere ændret til handelsskolernes statskontrollerede specialkurser. Uddannelsens grundlæggende filosofi var, at uddannelse er en livsvarig proces og var således startsskuddet til en revolutionerende nytænkning inden for hele uddanelsestænkningen i Danmark.
Uddannelsen var modulopbygget og baseret på deltidsuddannelse inden for det handelsmæssige, administrative eller merkantile område. Den bestod generelt af tre grundfag virksomhedsøkonomi, personaleledelse og organisation. Herefter kunne den enkelte specialisere sig i en funktionsdisciplin fx markedsføring og regnskab, der var de mest søgte linjer. Men også driftsledelse, personaleadministration og organisation havde stor søgning. Udddannelsen gav også mulighed for at følge linjeforløbet – revision, der var den teoretiske del til registreret revisor. Lige som linjeforløbet ejendomshandel udgjorde den teoretiske del til statsautoriseret ejendomsmægler og et yderligere modul hertil kunne give betegnelsen valuar. 
Som hovedregel bestod et afsluttet linjeforløb af 6 moduler med to undervisningstimer pr. uge pr. modul i 30 uger. 
Oversigt over de samlede 3 årige merkonomuddannelser i
studieåret 1980/81: 
- Butiksledelse
- Databehandling
- Driftsledelse
- Ejendomshandel
- Eksport
- Finansiering
- Indkøb
- Markedsføring
- Organisation
- Personaleadministration
- Regnskabsvæsen
- Revision
- Transport

I 1975 blev uddannelsen udbygget med overbygningsfag (diplomuddannelsesniveau) , der gav den enkelte mulighed for både yderligere faglig specialisering og supplering af mere generelle ledelsesfag – fx virksomhedsstyring. Det var et 120 timers modul med 4 timers undervisning pr. uge i 30 uger (jf. Erhvervsøkonom MDM). 
Gennem en årrække blev den tre årige overbygningsuddannelse (diplomuddannelsesniveau) – erhvervsdiplommuddannelse for merkonomer – ligeledes udbudt på en række handelsskoler (jf. Erhvervsøkonom MDM).  

## Overbygningens idé og mål
Med starten af specialkursus blev der udfyldt et tomrum i uddannelsessystemet. I den forløbne tid har denne uddannelse placeret sig stærkt - alene ved Specialskolerne i København er der uddannet mere end 6000 merkonomer. Mange af disse har fremført ønske om at lære mere. Dette behov har skolen i nogen grad kunnet imødekomme ved, at dimittenderne har suppleret med et andet speciale. 
Denne udvej er ifølge sin natur ikke tilfredsstillende for alle, og man har derfor kunnet konstatere et voksende behov for et uddannelsessystem, der umiddelbart i forlængelse af specialkurserne kunne udbygge merkonomuddannelsen.  Da det er Specialskolernes idégrundlag, at uddannelse er en livsvarig proces, er det naturligt, at skolen har påtaget sig den opgave at skabe en overbygning til specialkurserne. 
Ideen med overbygningen er at skabe et uddannelsestilbud, der sigter mod en deltagerprofil, der indeholder følgende elementer:  
- dokumenteret evne og vilje til på egen hånd at arbejde metodisk og systematisk med et problems løsning
- øvelse og færdighed i at arbejde sammen med andre (i grupper, etc.) om et problems løsning
- en veludbygget konkret viden om sit fagområde
- en hensigtsmæssig kontakt til sit fagområdes teori, dvs. som et naturligt hjælpemiddel til at løse praktiske problemer
- en øvelse i at betragte problemkredse ud fra en ledersynsvinkel
- en øvelse i at omstille sig i takt med ændrede forudsætninger

Dette mål søges nået ved at basere overbygningen på følgende grundideer:  
- uddannelsen skal formidle den økonomiske og adfærdsvidenskabelige videns anvendelse ved løsning af praktiske problemer,
- uddannelsen skal på én gang kunne udvikle deltagerens færdighed i systematisk, selvstændig problemløsning, udvide viden og færdigheder inden for det ønskede fagområde, samt placere disse i sammenhæng med andre fagområder,
- uddannelsen skal give mulighed for en betydelig uddybning og udbygning af de emneområder, der indgår i specialkursus på en sådan måde, at den enkelte deltager har mulighed for at sammensætte et uddannelsesforløb, der svarer til de aktuelle behov,
- uddannelsessystemet skal være opbygget således, at dette kan anvendes som led i den løbende efteruddannelse. Deltageren skal kunne benytte systemet parallelt med sin faglige udvikling,
- uddannelsen skal i sin pædagogiske udformning baseres på en høj grad af deltageraktivitet, såvel i undervisningssituationen som m.h.t. forberedelse. Lærerens rolle skal primært bestå i at være faglig inspirator og rådgiver - mere end underviser i traditionel forstand,
- uddannelsessystemet skal være karakteriseret ved en løbende fornyelse af fag, fagelementer og pædagogiske metoder.

Overbygningen omfatter en række uddannelsestilbud, der henvender sig direkte til merkonomer, som bestemt af det aktuelle behov frit kan opbygge et personligt uddannelsesforløb gennem en kombination af fag. 
Overbygningens fagspektrum rummer en række fag, der giver en dyberegående viden inden for et enkelt fagområde (markedsføring, regnskab etc.) medens andre fag behandler problemstillinger, der går på tværs af virksomhedens funktionsområder - ofte under en mere generel ledersynsvinkel. 
Deltagere, der har interesse for at gå i dybden med et specielt emne, kan endvidere udarbejde og få bedømt en individuel hovedopgave inden for et selvvalgt område. 
Denne opgave, der normalt vil have et omfang af 50-75 sider, giver deltageren en særlig mulighed for at bearbejde et sammenhængende problemkompleks for hermed at kunne dokumentere færdighed i selvstændig behandling af et større emne f.eks. en praktisk problemstilling fra deltageren egen virksomhed eller branche. 
(*Kilde: Brochuren Overbygningskurser - Specialskolerne i København 1976/77 - side 4)  
Den 3 årige overbygning til merkonomuddannelsen i fx markedsføring
eller i regnskabsvæsen kunne sammensættes som følger: 

### Markedsføring og virksomhedsstyring
- Metodefag
- Ledertræning
- Strategisk planlægning
- Markedskommunikation
- Casestudier i markedsføring
- Integreret markedsføring
- Markedsanalyse
- Virksomhedsstyring

### Regnskabsvæsen og virksomhedsstyring
- Metodefag
- Ledertræning
- Strategisk planlægning
- Investeringer – styring og kontrol
- Informative årsregnskaber
- Økonomisk styring
- Regnskabsanalyse
- Virksomhedsstyring

For at bestå eksamen i de enkelte fag krævedes
beståelseskarakteren 6 efter 13 skalaen. Eksamen bestod af en skriftlig prøve i alle fag af 4 timers varighed med undtagelse af virksomhedsstyring, der var på 6 timer. Der skulle endvidere afleveres en større skriftlig opgave i faget metodefag og virksomhedsstyring, der ligeledes skulle bestås med minimum karakteren 6.
Alle fag blev gennemført i løbet af et semester med
undtagelse af virksomhedsstyring, der strakte sig over et undervisningsår. 

## Certificering og titler
Dansk Merkonomforening indførte i 1986 en
certificeringsordning – forbeholdt  personer med et gennemført 3 eller 6 årigt
uddannelsesforløb og den fornødne erhvervserfaring - i form af betegnelserne
Merkonom ADM og Erhvervsøkonom MDM.
Selve merkonomuddannelsen fik stor søgning, langt større end den tilsvarende uddannelse til teknonom.
Uddannelsen findes kun i Danmark, og der findes ikke en direkte oversættelse til andre sprog, men følgende er ofte brugt:
- Engelsk: (Holder of a) Diploma in Specialized Business Studies
- Engelsk: Academy Foundation (AF) Degree in Business
- Fransk: Certificat d'Études Commerciales Spécialisées

Uddannelsen har været under omlægning flere gange og indgår nu i det videregående voksenuddannelsesforløb (Vvu, Diplom og Master). 
Fra og med 2006 kan man kalde sig merkonom (uden speciale), når man har gennemført 4 moduler af akademimerkonomuddannelsen, der er på 6 moduler. De sidste 2 moduler på akademimerkonomuddannelsen består af speciale og afsluttende eksamensprojekt. 
Merkonomuddannelsen forventes nu at kunne gennemføres på deltid over 2-3 år.
Langt de fleste merkonomer er beskæftiget i det private erhvervsliv i specialist-, mellemleder- og lederstillinger. Erhvervsøkonomer MDM er hovedsageligt beskæftiget som virksomhedsledere, virksomhedskonsulenter eller som selvstændige. Den engelske betegnelse for dette (samlede) uddannelsesforløb er: Certified Business Economist (CBEcon).
Der er flere organisationer der søger at organisere merkonomer og akademimerkonomer.